# ماي (نبيل)
ماي أو معي كان مسؤولًا مصريًا قديمًا خلال عهد الفرعون أخناتون. كان مستشارًا ملكيًا وحامل مروحة في أخت أتون، العاصمة الجديدة للفرعون. دُفن في مقبرة TA14 في المجموعة الجنوبية من مقابر الصخور في العمارنة. نشر نورمان دي جاريس ديفيز تفاصيل المقبرة في عام 1908 في كتاب مقابر الصخور في العمارنة، الجزء الخامس – مقابر أصغر وستيلات حدودية. تعود المقبرة إلى أواخر الأسرة الثامنة عشرة.

## السيرة الذاتية
صرح ماي أن الملك هو الذي رفعه من بدايات متواضعة: "كنت رجلًا فقيرًا من جهة والديّ؛ ولكن الحاكم بناني، طوّرني، أطعمَني بروحه (كا) يقول حامل مروحة الملك، ماي."
حمل ماي مجموعة متنوعة من الألقاب. كان يحمل لقب إري پعت (أمير وراثي)، وكان حاملا للخاتم الملكي، وسميرًا أوحد، وكاتبًا ملكيًا، ومراقبًا لجميع أعمال الملك. تشمل ألقابه العسكرية مراقب جنود رب الأرضين وكاتب المجندين. كان أيضًا مراقب معبد سحتب آتون. يظهر هذا اللقب أيضًا على أوستراكا وجدت في العمارنة وقد يشير إلى شخص ملكي أو معبد. كان ماي أيضًا مراقب مقر وع إن رع في عين شمس، ومراقب الماشية في معبد رع في هليوبوليس. كانت هذه المناصب تجعله مسؤولًا عن بعض جوانب الحياة المعبدية في هليوبوليس.
قد يكون ماي هو نفس الشخص الذي كان يسمى مايا، الذي عمل في عهد الملك توت عنخ آمون. يشترك ماي مع مايا في بعض الألقاب، لكنه لم يكن رئيسا للخزانة مثله.

## المقبرة
كانت هذه المقبرة الكبيرة مليئة بالرمل ولم تُحفر في البداية بواسطة أوربين بوريان في 1883. نقبها لاحقًا أليساندرو بارسانتي ونشر النصوص داريسي.
مدخل المقبرة يؤدي إلى قاعة أعمدة. الأعمدة في المركز فقط مكتملة. الفضاء تعرض لأضرار كبيرة بسبب الخفافيش واحتمال نشوب حريق. يعرض مدخل المقبرة مشهدًا حيث يقدم أخناتون ونفرتيتي مبخرة وسكائب للآتون. يتبع الزوج الملكي ثلاث من بناتهما وأخت الملكة موت بنرت. ترافق الأخيرة قزمان يُدعيان بارع وإرنحح. في مشاهد أخرى يظهر ماي وهو يصلي. يذكر ديفيز أن اسم ماي قد تم محوه وصورته قد دمرت.
تحتوي الجدار الغربي للقاعة على مشهد مثير للاهتمام. بدأ بالحبر ولم يُكمل، ولكنه يظهر مكافأة ماي في شرفة القصر. يتضمن المشهد بناء وما يبدو أنه نافذة الظهور. أسفل ذلك نرى نباتات وحافة النهر. يُظهر الرجال يعملون بالمجاذيف وشباك الصيد. تُصور عمليات الهبوط مع وجود بارجة الملك في أحدها، وبارجة الملكة في الأخرى. تتميز هذه البوارج بحجمها ورؤوس الملوك. تُظهر بارجة أخناتون رأسه مرتديًا تاج أتف على رأس المجداف. تُزين بارجة نفرتيتي برأسها مرتدية الريش المزدوج.